# 颜何

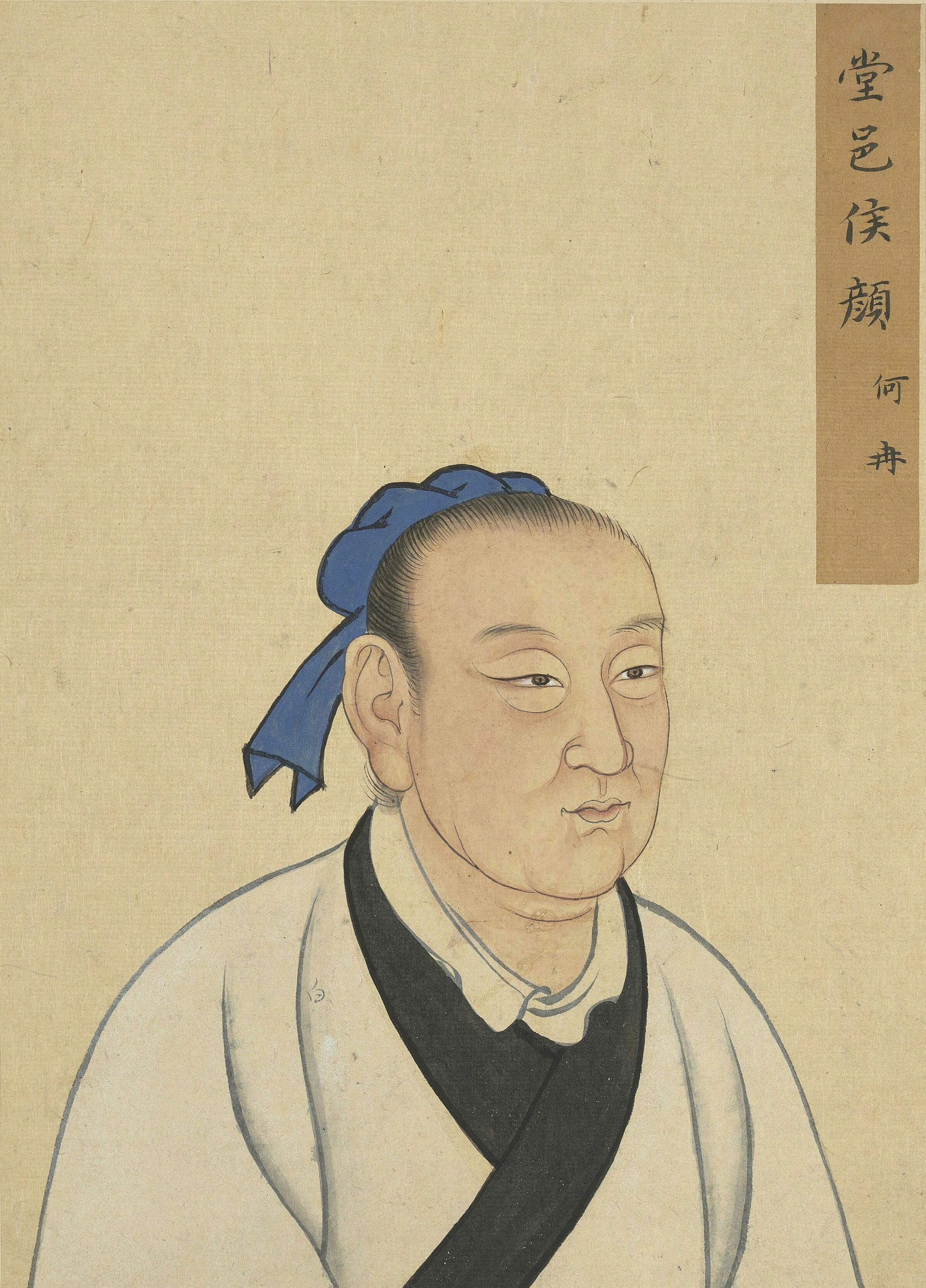
顏何

颜何（？—？），字冉，《史记索隐》引《孔子家语》作字称，今本《孔子家语》没有颜何。春秋时期鲁国人。孔子弟子。

## 生平
颜何，春秋未年鲁国人。姓颜，名何，字冉，孔子弟子，孔门七十二贤之一。
顏何以「孝」為其特色，行為用詩與禮作為準則。劉鎧稱讚顏何：「木鐸興教，英賢輔翼，猗歟子冉，恢章文德，孝悌承風，詩禮是則，千歲丁辰，始開侯國。」形容孔子開課授教以來，許多賢良人士幫忙儒學傳揚，顏何也是其中之一。顏何闡揚文德，以《詩》《禮》為準則，遵行孝順父母、友愛同儕的行為，成為社會上的示範

## 歷代追封
- 漢明帝永平十五年（72年）從祀孔廟。
- 唐玄宗開元二十七年（739年）封开阳伯。
- 宋真宗大中祥符二年（1009年）封堂邑侯。
- 明世宗嘉靖九年（1530年）罢祀。